# Lariste
Lariste właśc. Youssef Akdim (ur. 4 lipca 1985) – francuski raper.

## Życiorys
Urodził się miasteczku Imintanoute niedaleko Marrakeszu w Maroku. Z rodzicami, w wieku 6 lat przeniósł się do Aulnay-Sous-Bois a następnie do Bondy na przedmieściach Paryża, gdzie w wieku 13 lat dołączył do swojej pierwszej grupy rapowej Malediction, od 15 roku życia występuje jako Lariste. Wydany w 2006 roku album „Evasion” dał mu rozpoznawalność w krajach francuskojęzycznych, to poskutkowało niedługo potem współpracą z koncernem muzycznym EMI w której wydał płytę „Lalbum”. W 2015 roku ukazał się jego album „Fenomeno”. W 2016 roku założył swoją wytwórnię Purple Money. W niej w 2019 roku wydał album „Quartier Latin”.

## Działalność społeczna
Jest pedagogiem w ośrodkach resocjalizacyjnych dla młodzieży.